# Уоррен, Марк
Марк Уо́ррен (англ. Marc Warren; родился 20 марта 1967, Нортгемптон, Нортгемптоншир, Англия) — английский актёр. Известен благодаря ролям Альберта Блайта в сериале «Братья по оружию», Дэнни Блю в сериале «Виртуозы», Дуги Рэймонда в сериале «Порок», Доминика Фоя в мини-сериале «Большая игра», Рика в сериале «Бешеные псы» и графа де Рошфора в сериале «Мушкетёры».

## Карьера
Марк всегда работал в киноиндустрии, на телевидении, в театре и на радио. Он был членом Национального молодёжного театра, учился в драматической школе «East 15 Acting School» (однако не закончил её). Марк сыграл роль Билли Каспера в театральной постановке «Кес» под руководством Джона Херримана для Snap Theatre Company и продолжил свою карьеру ролью в постановке «Евангелие», которую он получил, написав сценаристам.
Уоррен помогал в работе цифровой раскадровки (в качестве заменяющего Юэна Макгрегора) в фильме «Звёздные войны. Эпизод I: Скрытая угроза».
Первая второстепенная роль была в британском сериале «Грэндж Хилл» в 1992 году. Первой значимой ролью Уоррена стала роль Тони, сына губернатора Фолклендских островов сэра Рекса Ханта, в фильме Би-би-си «Неджентльменский поступок» 1992 года.
В 1995 году Уоррен снялся в британском фильме «Банда из Бостона». В 1996 году Уоррен сыграл бессмертного Моргана д’Эстена в серии «Дважды виновный» 4 сезона сериала «Горец».
В 1999 году Уоррен сыграл Монкса в экранизации ITV «Оливера Твиста» и Дуги Рэймонда в сериале «Порок». В 2000 году он сыграл Альберта Блайта в американском сериале «Братья по оружию». В 2001 году он появился в телевизионной драме «Только мужчины» с ролью Мака. В 2002 году сыграл роль доктора Иво Стедмана в британском фильме «Ни одна ночь не станет долгой», адаптации одноимённой книги. Уоррен сыграл роль ключевого второстепенного персонажа Доминика Фоя в мини-сериале 2003 года «Большая игра».
Одной из самых известных ролей Уоррена стала роль Дэнни Блю, главного персонажа сериала «Виртуозы» на протяжении первых четырёх сезонов.
В июне 2006 года он появился в роли персонажа Элтона Поупа в серии «Любовь и монстры» сериала «Доктор Кто». Это стало для него возвращением в сериал, так как одной из первых его ролей была роль актёра массовки в серии «Поле брани» (1989 г.). В декабре 2006 года он появился на экране в роли Чайчая в экранизации Sky1 романа «Санта-Хрякус» Терри Пратчетта. В том же месяце он сыграл роль Дракулы в экранизации романа «Дракула» Брэма Стокера.
В феврале 2007 года он появился в роли антагониста Тони Крейна во 2 сезоне сериала Би-би-си «Жизнь на Марсе». В декабре он сыграл мистера Джона Симпсона в фильме «Балетные туфельки» с Эмилией Фокс и Эммой Уотсон.
В январе 2008 года Уоррен получил роль в телевизионной драме «Мессия „Вознесение“», переняв главную роль у Кена Стотта. Впрочем, в фильме «Особо опасен» того же года выпуска Марку досталась небольшая роль.
В 2009 году Уоррен играл в пьесе «Человек-подушка» Мартина Макдонаха в театре «Кёрв» в Лестере.
В мае 2010 года Уоррен сыграл роль Стива Стрейнджа в фильме «Переживая за Боя» о жизни Боя Джорджа. В следующем году он получил роль в сериале «Бешеные псы» производства Sky1 с Максом Бизли, Филипом Гленистером и Джоном Симмом.
В сентябре 2011 года Уоррен вернулся в театр с ролью хладнокровного Люка в новой постановке Эммы Ривз одноимённого романа.
В 2012 году Уоррен вернулся к роли Дэнни Блю в последней серии телесериала «Виртуозы». Осенью того же года присоединился к актёрскому составу сериала «Хорошая жена» со второстепенной ролью мужа Калинды Шармы.
В январе 2015 года Уоррен появился в роли графа де Рошфора во 2 сезоне сериала «Мушкетёры», заменив Питера Капальди в роли кардинала Ришельё в качестве антагониста. В этом же году он появится в роли джентльмена с волосами, как пух, в «Джонатан Стрендж и мистер Норрелл» Би-би-си одноимённого романа Сюзанны Кларк.

## Фильмография
| Год       |     | Русское название                           | Оригинальное название                             | Роль                           |
| --------- | --- | ------------------------------------------ | ------------------------------------------------- | ------------------------------ |
| 1988      | с   | Очень специфичная практика                 | A Very Peculiar Practice                          | расклейщик плакатов            |
| 1989      | с   |                                            | Storyboard                                        | студент на вечеринке           |
| 1989      | с   | Доктор Кто                                 | Doctor Who                                        | актёр массовки                 |
| 1991      | с   | Чисто английское убийство                  | The Bill                                          | Мэббс                          |
| 1991      | с   | Катастрофа                                 | Casualty                                          | Ник                            |
| 1991      | тф  | Гавейн и Зелёный Рыцарь                    | Gawain and the Green Knight                       | король Артур                   |
| 1992      | с   | Грэндж Хилл                                | Grange Hill                                       | Томас Ранкин                   |
| 1992      | с   |                                            | Sam Saturday                                      | констебль Андервуд             |
| 1992      | с   | Между строк                                | Between the Lines                                 | детектив Колин Феннел          |
| 1992      | тф  | Неджентльменский поступок                  | An Ungentlemanly Act                              | Тони Хант                      |
| 1993      | с   | Биение сердца                              | Heartbeat                                         | Руперт Эшфордли                |
| 1994      | тф  | Рота Шарпа                                 | Sharpe's Company                                  | Раймер                         |
| 1995      | тф  | Молодой Индиана Джонс и Атака ястреба      | Young Indiana Jones and the Attack of the Hawkmen | Манфред фон Рихтгофен          |
| 1995      | тф  | Главный подозреваемый: Аромат тьмы         | Prime Suspect: Scent of Darkness                  | детектив Энди Дайсон           |
| 1995      | ф   | Банда из Бостона                           | Boston Kickout                                    | Роберт                         |
| 1995      | с   | Охотники за привидениями восточного Финчли | Ghostbusters of East Finchley                     | Бутч                           |
| 1995      | с   | Чисто английское убийство                  | The Bill                                          | Дэррен Хаттон                  |
| 1996      | с   | Детектив Джек Фрост                        | A Touch of Frost                                  | Грэм Макарди                   |
| 1996      | ф   | Блеск                                      | Shine                                             | Рэй                            |
| 1996      | тф  |                                            | Hidden in Silence                                 | Любик                          |
| 1997      | с   | Горец                                      | Highlander                                        | Морган д’Эстен                 |
| 1997      | ф   | Принесите мне голову Мэвис Дэвис           | Bring Me the Head of Mavis Davis                  | Клинт                          |
| 1997      | с   | Уиклифф                                    | Wycliffe                                          | детектив Эрни Сворленд         |
| 1998      | с   | Каким вы хотите меня?                      | How Do You Want Me?                               | Марк Пигготт                   |
| 1998      | ф   | Папаша-дикарь                              | Dad Savage                                        | Вик                            |
| 1998      | ф   | Би Манки                                   | B. Monkey                                         | Теренс                         |
| 1998      | тф  | Алиса в Зазеркалье                         | Alice Through the Looking Glass                   | Труляля                        |
| 1999—2000 | с   | Порок                                      | The Vice                                          | Дуги Рэймонд                   |
| 1999      | с   | Оливер Твист                               | Oliver Twist                                      | Монкс                          |
| 2000      | с   |                                            | Black Cab                                         | Стюарт                         |
| 2000      | ф   |                                            | Free Spirits                                      | кокаинист                      |
| 2001      | тф  | Только мужчины                             | Men Only                                          | Мак                            |
| 2001      | тф  | Он изготавливал бомбы                      | The Bombmaker                                     | Куинн                          |
| 2001      | с   | Братья по оружию                           | Band of Brothers                                  | Альберт Блайт                  |
| 2001      | с   | Большой плохой мир                         | Big Bad World                                     | Рассел                         |
| 2002      | с   | Конец рабочего дня                         | Clocking Off                                      | констебль Джейсон Вудс         |
| 2002      | с   | Национальная полиция: Облава               | NCS: Manhunt                                      | Лоренс Брайт                   |
| 2002      | ф   | Парни Аль Капоне                           | Al's Lads                                         | Джимми                         |
| 2002      | ф   | Трагедия мстителя                          | Revengers Tragedy                                 | Супервакуо                     |
| 2002      | с   | Абсурдное природоведение                   | Look Around You                                   | в титрах не указан             |
| 2002      | тф  | Ни одна ночь не станет долгой              | No Night Is Too Long                              | доктор Иво Стедман             |
| 2002      | кор |                                            | f2point8                                          | Джеймс                         |
| 2003      | кор |                                            | Perfect                                           | Даг                            |
| 2003      | ф   | Песня для изгоя                            | Song for a Raggy Boy                              | брат Мак                       |
| 2003      | ф   | Принципы похоти                            | The Principles of Lust                            | Билли                          |
| 2003      | с   | Большая игра                               | State of Play                                     | Доминик Фой                    |
| 2003      | кор | Бойкот                                     | The Silent Treatment                              | Билл                           |
| 2003      | тф  |                                            | Reversals                                         | доктор Крис Синглтон           |
| 2003      | с   | Пуаро Агаты Кристи                         | Agatha Christie's Poirot                          | Мередит Блейк                  |
| 2004      | кор |                                            | Secrets                                           | Гарри                          |
| 2004—2012 | с   | Виртуозы                                   | Hustle                                            | Дэнни Блю                      |
| 2004      | тф  |                                            | Pretending to Be Judith                           | Хьюго                          |
| 2004      | с   | Мисс Марпл Агаты Кристи                    | Agatha Christie's Marple                          | Мередит Блейк                  |
| 2005      | с   | Истории, леденящие кровь                   | Twisted Tales                                     | Алекс Райт                     |
| 2005      | ф   | Хулиганы                                   | Green Street                                      | Стив Данэм                     |
| 2005      | ф   | Восставший из ада 7: Мертвее мёртвого      | Hellraiser: Deader                                | Джой                           |
| 2005      | ф   | Быть Стэнли Кубриком                       | Colour Me Kubrick: A True...ish Story             | Хад                            |
| 2005      | с   | Винсент                                    | Vincent                                           | Гэри де Силва                  |
| 2006      | ф   | Страна слепых                              | Land of the Blind                                 | Пул                            |
| 2006      | с   | Доктор Кто                                 | Doctor Who                                        | Элтон Поуп                     |
| 2006      | ф   | Жизни святых                               | The Lives of the Saints                           | отец Дэниэл                    |
| 2006      | тф  | Санта-Хрякус: Страшдественская сказка      | Terry Pratchett's Hogfather                       | Чайчай                         |
| 2006      | тф  | Дракула                                    | Dracula                                           | Дракула                        |
| 2007      | с   | Жизнь на Марсе                             | Life on Mars                                      | Тони Крейн                     |
| 2007      | тф  | Балетные туфельки                          | Ballet Shoes                                      | мистер Симпсон                 |
| 2008      | с   | «Мессия „Вознесение“»                      | Messiah: The Rapture                              | Джозеф Уокер                   |
| 2008      | кор |                                            | Intercom                                          | Саймон                         |
| 2008      | ф   | Особо опасен                               | Wanted                                            | мастер                         |
| 2008      | с   | Сгореть                                    | Burn Up                                           | Филип Кроули                   |
| 2008      | с   | Общие друзья                               | Mutual Friends                                    | Мартин Грентем                 |
| 2010      | ф   | Молятся ли слоны?                          | Do Elephants Pray?                                | Маррлен                        |
| 2010      | мтф | Бен-Гур                                    | Ben Hur                                           | Дэвид                          |
| 2010      | тф  | Переживая за Боя                           | Worried About the Boy                             | Стив Стрейндж                  |
| 2010      | с   | Обвиняемые                                 | Accused                                           | Кенни Армстронг                |
| 2011—2013 | с   | Бешеные псы                                | Mad Dogs                                          | Рик                            |
| 2011      | ф   | Дикий Билл                                 | Wild Bill                                         | Адам                           |
| 2011      | с   | Без тебя                                   | Without You                                       | Грег Мэннинг                   |
| 2012      | с   | Хорошая жена                               | The Good Wife                                     | Ник                            |
| 2013      | кор |                                            | Hardwire                                          | Ник                            |
| 2014      | ф   |                                            | Dreams1997                                        | Фостер                         |
| 2015      | с   | Мушкетёры                                  | The Musketeers                                    | Рошфор                         |
| 2015      | с   | Джонатан Стрендж и мистер Норрелл          | Jonathan Strange & Mr Norrell                     | джентльмен с волосами, как пух |
| 2017      | с   | Большой куш                                | Snatch                                            | Боб Финк                       |
| 2018      | с   | Безопасность                               | Safe                                              | доктор Пит Мэйфилд             |
| 2020      | с   | Ван дер Валк                               | Van Der Valk                                      | Ван дер Валк / Van Der Valk    |
| 2023      | с   | Большие парни                              | Big Boys                                          | Деннис Кинг                    |
| 2024      | с   | Красный король                             | The Red King                                      | доктор Иэн Придо               |